# Eotetranychus sakalavensis
Eotetranychus sakalavensis är en spindeldjursart som beskrevs av Gutierrez 1967. Eotetranychus sakalavensis ingår i släktet Eotetranychus och familjen Tetranychidae. Inga underarter finns listade i Catalogue of Life.